# Ionische Bond

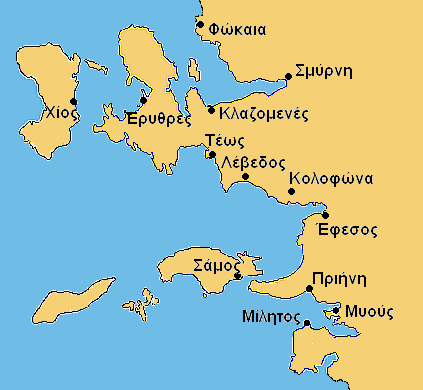
Ionische Bond

Panionion of Ionische Twaalfstedenbond (Oudgrieks Πανιόνιον) is de naam van een koinon van twaalf Griekse steden aan de kust van Ionië (Klein-Azië) en op de eilanden.
De bond werd in de tweede helft van de 6e eeuw v.Chr. opgericht met de bedoeling de economische en territoriale belangen van deze steden veilig te stellen tegen het opdringende Perzische Rijk, dat hen dreigde te verstikken. Dit verzet zou rechtstreeks leiden tot de Ionische Opstand en de Perzische Oorlogen.
De volgende steden en eilandstaten maakten deel uit van de bond: (van zuid naar noord) Milete, Myus, Priëne, Ephesus, Colophon, Lebedus, Teos, Clazomenae, Erythrae, Phocaea en de eilanden Chios en Samos.
Hierbij voegde zich ook Smyrna, van oorsprong een Aeolische kolonie, die later door Ioniërs van Colofon werd bezet en aldus een Ionische stad werd. Dit gebeurde alleszins vóór de tijd van Herodotus, maar het is niet bekend wanneer Smyrna werd toegelaten tot de bond.
Kenmerkend voor de leden van de stedenbond was deelname aan de Pan-Ionische feesten. Het religieuze en administratieve centrum van de statenbond lag op het schiereiland Mycale, in de tempel van Poseidon Helikonios. Dit centrale heiligdom van de bond wordt eveneens als "Panionion" aangeduid.